# Веліжанка
Веліжа́нка (рос. Велижанка) — село у складі Панкрушихинського району Алтайського краю, Росія. Адміністративний центр Веліжанської сільської ради.

## Населення
Населення — 822 особи (2010; 1187 у 2002).
Національний склад (станом на 2002 рік):
- росіяни — 89 %